# 菲利普斯学院校友列表
菲利普斯学院校友列表包含了曾在菲利普斯学院或亚伯特学院就读的人物，以姓氏拉丁字母为序。菲利普斯学院是美国马萨诸塞州安多福镇的一所私立寄宿高中，于1973年与女校亚伯特学院合并。

## A
- 约瑟夫·卡特·亚伯特（英语：Joseph Carter Abbott），美国联邦军上校、荣誉准将，参议员（1846届毕业）[2]
- 朱莉娅·阿尔瓦雷斯（英语：Julia Alvarez），美国诗人、小说家（亚伯特学院，1967届毕业）[3]

## B
- 海勒姆·宾厄姆三世，美国学者、探险家、政治人物，马丘比丘的发现者，康乃狄格州州长、参议员（1894届毕业）[4][5]
- 亨弗莱·鲍嘉，美国演员，《卡萨布兰卡》男主角，获奥斯卡最佳男演员奖（1920届，于1918年离校，未毕业）[6][7][8]
- 乔治·赫伯特·沃克·布什，第41任美国总统（1942届毕业）[9]
- 乔治·沃克·布什，第43任美国总统（1964届毕业）[10]
- 杰布·布什，美国政治家，佛罗里达州州长（1971届毕业）[11]

## C
- 约瑟夫·康奈尔，美国艺术家、制片人（1921届，未毕业）[12]
- 彼得·库里（英语：Peter Currie (businessman)），美国企业家（1974届毕业）[13]

## D
- 罗伯·丹屯，美国历史学家（1957届毕业）[14]
- 达纳·德拉尼，美国女演员（1974届毕业）[15][16]

## E
- 沃克·埃文斯，美国摄影师（1922届毕业）[17][18]

## F
- 约翰·默里·福布斯，美国铁路大亨、慈善家（1823年入学，后转离，未毕业）[19]

## G
- 关颂声，中华民国建筑师、体育家（1912届，1911年提前毕业离校）[20]

## H
- 老奥利弗·温德尔·霍姆斯，美国诗人（1825届毕业）[21][22]
- 克里斯·休斯，Facebook的共同创办人（2002届毕业）[23]
- 列維·哈欽斯（英语：Levi Hutchins），美国发明家，发明了闹钟（1778届毕业）[24]

## I
- 罗伯特·S·英格索尔，美国商人、驻日大使、副国务卿（1933届毕业）[25][26]

## J
- 威廉·勒巴隆·詹尼，美国建筑师（1849届毕业）[27]

## K
- 威廉·斯坦迪什·诺尔斯，美国化学家，2001年诺贝尔化学奖得主之一（1935届毕业）[28][29]

## L
- 梁诚，清廷驻美公使、驻德公使（1882届，因中国留美幼童计划停止，于1881年离校，未毕业）[30]

## M
- 萨缪尔·摩尔斯，美国科学家，摩尔斯电报码的发明者（1805届毕业）[31][32]
- 塞思·莫尔顿，美国政治家，众议员（1997届毕业）[33]

## N
- 新島襄，日本教育家，同志社大学的创建者（1867届毕业）[24]
- 威廉·诺德豪斯，美国经济学家，2018年诺贝尔经济学奖得主之一（1959届毕业）[34]

## O
- 弗雷德里克·奥姆斯德，美国景观设计师、建筑师，中央公园的设计者（1838届毕业）[35]

## P
- 詹姆斯·帕克（英语：James Parker (Medal of Honor)），美国陆军少将，参与了美西战争，获荣誉勋章（1870届毕业）[36]
- 亞瑟·穆雷·普雷斯頓（英语：Arthur Murray Preston），美国海军中校，参与了二战中的太平洋战争，获荣誉勋章（1931届毕业）[24]

## Q
- 约西亚·昆西三世（英语：Josiah Quincy III），美国政治家，曾任众议员、波士顿市市长、哈佛大学主席（1786届毕业）[37]
- 约西亚·昆西四世（英语：Josiah Quincy Jr.），美国政治家，波士顿市市长（1817届毕业）[38]

## R
- 莎拉·蕾佛蒂，美国演员，《金装律师》女主角（1989届毕业）[15]
- 德弗莱斯特·里查德，美国政治家，曾任怀俄明州州长（1864届毕业）[39][40]

## S
- 乔治·P·史密斯，美国化学家，2018年诺贝尔化学奖得主之一（1958届毕业）[34]
- 宋安东，加拿大籍华裔冰球运动员（2016届毕业）[41]
- 亨利·刘易斯·史汀生，美国战争部长、国务卿（1883届毕业）[42][43]
- 理查德·萨瑟兰，美国陆军中将，参与了二战（1911届毕业）[44]

## T
- 唐骝千，美籍华裔金融家、慈善家(1956届毕业）[45]

## V
- 威廉·维克里，加拿大经济学家，1996年诺贝尔经济学奖得主（1931届毕业）[46]

## W
- 吉格梅·凯萨尔·纳姆耶尔·旺楚克，现任不丹国王（1998届，后转至库欣学院于2000年毕业）[47][48]
- 乔治·惠普尔，美国医学家，1933年诺贝尔医学奖得主（1896届毕业）[49][50]
- 奥利维亚·王尔德，美国演员、制片人（2002届毕业）[51]
- 迪克·沃夫，美国编剧、导演（1964届毕业）[52]
- 克里斯托弗·A·雷，现任美国联邦调查局局长（1985届毕业）[53]

## Z
- 张康仁，清朝外交官，美国第一位华人律师（1879届毕业）[54]
- 张懿宸，香港中信资本控股有限公司董事长、首席执行官（哈尔滨工业大学交换生，1982届毕业）[13]
- 周寿臣，晚清官员、香港商人（1881届，1880年提前离校毕业）[55][56]